# La muñeca (película)
La muñeca (Die Puppe)  es una película cómica muda alemana de Ernst Lubitsch estrenada en 1919. El guion fue escrito por Hanns Kräly y el propio Lubitsch basándose en la historia Der Sandmann de E.T.A. Hoffmann. Está protagonizada por Ossi Oswalda y Hermann Thimig. Es considerada una de las películas más importantes de su época.

## Argumento
El barón de Chanterelle quiere obligar a su sobrino Lancelot, su heredero en el título, a casarse. Este se niega, huye y se refugia en un monasterio. Cuando uno de los monjes ve en un periódico que el barón le ofrece a su sobrino 300.000 francos por volver y casarse, hurde un plan junto al prófugo para conseguir el dinero: Lancelot se casará con una muñeca autómata muy realista fabricada por un inventor llamado Hilarius.
Cuando Lancelot acude a la casa de Hilarius, este acaba de terminar una muñeca basada en su hija Ossi. Mientras Hilarius atiende a su cliente, el aprendiz se pone a bailar con la muñeca, tropieza y a la muñeca se le rompe un brazo. Al no saber que hacer, decide beber pintura. Ossi lo evita y decide hacerse pasar por la muñeca mientras el aprendiz arregla el brazo. Sin embargo, Hilarius le muestra la supuesta muñeca a Lancelot y este la compra.
Lancelot y la supuesta muñeca, Ossi, acuden al palacio de su tío y se casan. Mientras tanto, Hilarius descubre a la auténtica muñeca, el aprendiz huye y el inventor sufre insomnio.
Tras la boda, Lancelot se lleva a Ossi al monasterio, donde los monjes proponen guardar a la supuesta muñeca en la sala de las basuras. Ossi lo evita y se refugia en la habitación de Lancelot. El joven sueña con que Ossi es una mujer de verdad, y cuando se despierta, descubre que realmente es así, por lo que huyen del convento.
En la escena final Hilarius se encuentra con ellos y descubre que su hija está felizmente casada.

## Reparto
- Ossi Oswalda como Ossi / La muñeca
- Victor Janson como Hilarius
- Hermann Thimig como Lancelot
- Max Kronert como barón de Chanterelle
- Marga Kohler como la mujer de Hilarius
- Gerhard Ritterband como el aprendiz
- Jakob Tiedtke como el abad